# Tití fosc
El tití fosc (Leontocebus fuscus) és una espècie de primat de la família dels cal·litríquids. Viu al Brasil i Colòmbia. Té una llargada de cap a gropa de 212–234 mm, la cua de 296–383 mm i un pes de 350-400 g. De vegades s'associa amb el tití de Goeldi (Callimico goeldii). Anteriorment era considerat sinònim del tití de cap bru (L. fuscicollis). El seu nom específic, fuscus, significa 'fosc' en llatí.